# Puchar Kontynentalny juniorów młodszych w saneczkarstwie 2024/2025
3. sezon Pucharu Kontynentalnego juniorów młodszych w saneczkarstwie 2024/2025 rozpoczął się 14 grudnia 2024 r. w amerykańskim Park City, natomiast ostatnie zawody z cyklu zostały rozegrane 15 lutego 2025 r. na torze w niemieckim Winterbergu.

## Kalendarz Pucharu Kontynentalnego juniorów młodszych
| Lp.             | Data               | Miejscowość | Konkurencja                | 1. miejsce                                       | 2. miejsce                                    | 3. miejsce                                     |
| --------------- | ------------------ | ----------- | -------------------------- | ------------------------------------------------ | --------------------------------------------- | ---------------------------------------------- |
| 1. PKJM AMERYKA | 14 grudnia 2024    | Park City   | Jedynki juniorek młodszych | Breckan Luedke                                   | Caylin Weaver                                 | Maya Yuen                                      |
| 1. PKJM AMERYKA | 14 grudnia 2024    | Park City   | Jedynki juniorów młodszych | Andrew Robertson                                 | Chase Somers                                  | Christopher Brand                              |
| 1. PKJM AMERYKA | 14 grudnia 2024    | Park City   | Dwójki juniorek młodszych  | Odwołano                                         | Odwołano                                      | Odwołano                                       |
| 1. PKJM AMERYKA | 14 grudnia 2024    | Park City   | Dwójki juniorów młodszych  | Odwołano                                         | Odwołano                                      | Odwołano                                       |
| 1. PKJM EUROPA  | 18–19 grudnia 2024 | Altenberg   | Jedynki juniorek młodszych | Lara Hartmann                                    | Luise Röder                                   | Leana Meier                                    |
| 1. PKJM EUROPA  | 18–19 grudnia 2024 | Altenberg   | Jedynki juniorów młodszych | Tizian Grancagnolo                               | Jayden Laukner                                | Moritz Achmüller                               |
| 1. PKJM EUROPA  | 18–19 grudnia 2024 | Altenberg   | Dwójki juniorek młodszych  | Polska Zuzanna Jędrzejczyk · Oliwia Dawidowska   | Niemcy Luise Röder · Maria Schneider          | Niemcy Noemi Lietz · Regina Goldbrunner        |
| 1. PKJM EUROPA  | 18–19 grudnia 2024 | Altenberg   | Dwójki juniorów młodszych  | Niemcy Anton Krügerke · Jonathan Wiese           | Słowacja Bruno Mick · Viktor Varga            | Niemcy Kilian Pangerl · Samuel Greene          |
| 2. PKJM EUROPA  | 18 stycznia 2025   | Bludenz     | Jedynki juniorek młodszych | Lara Zimmermann                                  | Alexandra Oberstolz                           | Leonie Neyer                                   |
| 2. PKJM EUROPA  | 18 stycznia 2025   | Bludenz     | Jedynki juniorów młodszych | Nicolas Sandbichler                              | Cyprian Dybalski                              | Mateusz Labenz Moritz Achmüller                |
| 2. PKJM EUROPA  | 18 stycznia 2025   | Bludenz     | Dwójki juniorek młodszych  | Austria Leonie Neyer · Annalena Kottke           | Ukraina Erika Pernarowska · Nadija Andriejewa | Polska Marlena Kądziołka · Nikola Smorońska    |
| 2. PKJM EUROPA  | 18 stycznia 2025   | Bludenz     | Dwójki juniorów młodszych  | Austria Matheo Burtscher · Jonas Kallan          | Ukraina Ołeksandr Ołeszczenko · Andrij Moch   | Polska Maksymilian Gutowski · Patryk Prechitko |
| 2. PKJM AMERYKA | 18 stycznia 2025   | Lake Placid | Jedynki juniorek młodszych | Breckan Luedke                                   | Caylin Weaver                                 | Kendall Achen                                  |
| 2. PKJM AMERYKA | 18 stycznia 2025   | Lake Placid | Jedynki juniorów młodszych | Christopher Brand                                | Chase Somers                                  | Ben Wingfield                                  |
| 2. PKJM AMERYKA | 18 stycznia 2025   | Lake Placid | Dwójki juniorek młodszych  | Stany Zjednoczone Kendall Achen · Lillian Arnold | —                                             | —                                              |
| 2. PKJM AMERYKA | 18 stycznia 2025   | Lake Placid | Dwójki juniorów młodszych  | Odwołano                                         | Odwołano                                      | Odwołano                                       |
| 3. PKJM EUROPA  | 31 stycznia 2025   | Innsbruck   | Jedynki juniorek młodszych | Luise Röder                                      | Lara Hartmann                                 | Leana Meier                                    |
| 3. PKJM EUROPA  | 31 stycznia 2025   | Innsbruck   | Jedynki juniorów młodszych | Tizian Grancagnolo                               | Nicolas Sandbichler                           | Elias Kämpf                                    |
| 3. PKJM EUROPA  | 31 stycznia 2025   | Innsbruck   | Dwójki juniorek młodszych  | Niemcy Luise Röder · Maria Schneider             | Niemcy Noemi Lietz · Regina Goldbrunner       | Niemcy Isabella Lucht · Luise Rosenberger      |
| 3. PKJM EUROPA  | 31 stycznia 2025   | Innsbruck   | Dwójki juniorów młodszych  | Niemcy Anton Krügerke · Jonathan Wiese           | Niemcy Kilian Pangerl · Samuel Greene         | Ukraina Ołeksandr Ołeszczenko · Andrij Moch    |
| 4. PKJM EUROPA  | 15 lutego 2025     | Winterberg  | Jedynki juniorek młodszych | Lara Hartmann                                    | Leana Meier                                   | Laura Löschner                                 |
| 4. PKJM EUROPA  | 15 lutego 2025     | Winterberg  | Jedynki juniorów młodszych | Tizian Grancagnolo                               | Ola Brandstadmoen                             | Julien Kohlschmidt                             |
| 4. PKJM EUROPA  | 15 lutego 2025     | Winterberg  | Dwójki juniorek młodszych  | Niemcy Noemi Lietz · Regina Goldbrunner          | Niemcy Luise Röder · Maria Schneider          | Niemcy Isabella Lucht · Luise Rosenberger      |
| 4. PKJM EUROPA  | 15 lutego 2025     | Winterberg  | Dwójki juniorów młodszych  | Niemcy Anton Krügerke · Jonathan Wiese           | Niemcy Linus Knolle · Wilhelm Haupt           | Niemcy Kilian Pangerl · Samuel Greene          |

## Klasyfikacje

### Ameryka
| Miejsce | Zawodniczka      | PCI | LPD | Punkty |
| ------- | ---------------- | --- | --- | ------ |
| 1.      | Breckan Luedke   | 1   | 1   | 200    |
| 2.      | Caylin Weaver    | 2   | 2   | 170    |
| 3.      | Kendall Achen    | 4   | 3   | 130    |
| 4.      | Maya Yuen        | 3   | 7   | 116    |
| 5.      | Ashtynn Forsberg | 6   | 4   | 110    |
| 6.      | Ella Hodder      | 5   | 6   | 105    |
| 7.      | Ava Lucia Huerta | 9   | 5   | 94     |
| 8.      | Rebecca Cramer   | 7   | 8   | 88     |
| 9.      | Adeline Albert   | 11  | 9   | 73     |
| 10.     | Isabela Aponte   | 8   | —   | 42     |

| Miejsce | Zawodnik          | PCI | LPD | Punkty |
| ------- | ----------------- | --- | --- | ------ |
| 1.      | Chase Somers      | 2   | 2   | 170    |
| 1.      | Christopher Brand | 3   | 1   | 170    |
| 3.      | Andrew Robertson  | 1   | 5   | 155    |
| 4.      | Josh Berzowski    | 4   | 4   | 120    |
| 5.      | Ben Wingfield     | —   | 3   | 70     |
| 6.      | Ben Skinner       | 5   | —   | 55     |
| 7.      | Hengrui Dai       | 6   | —   | 50     |
| 7.      | Rai Fujitsuka     | —   | 6   | 50     |
| 9.      | Benjamin Erickson | —   | 7   | 46     |
| 10.     | Kosuke Mitsai     | —   | 8   | 42     |

| Miejsce | Zawodniczki                  | LPD | Punkty |
| ------- | ---------------------------- | --- | ------ |
| 1.      | Kendall Achen Lillian Arnold | 1   | 100    |

### Europa
| Miejsce | Zawodniczka         | ALT | BLU | INN | WIN | Punkty |
| ------- | ------------------- | --- | --- | --- | --- | ------ |
| 1.      | Lara Hartmann       | 1   | —   | 2   | 1   | 285    |
| 2.      | Luise Röder         | 2   | —   | 1   | 4   | 245    |
| 3.      | Lara Zimmermann     | 9   | 1   | 6   | 6   | 239    |
| 4.      | Leana Meier         | 3   | —   | 3   | 2   | 225    |
| 5.      | Kaia Hatton         | 5   | 15  | 7   | 5   | 182    |
| 6.      | Laura Löschner      | 7   | —   | 4   | 3   | 176    |
| 7.      | Mirjam Stampfl      | 11  | 5   | 11  | —   | 123    |
| 8.      | Thiméa Ginet        | 19  | 9   | 14  | 16  | 114    |
| 8.      | Chrystyna Panczuk   | 17  | 8   | 23  | 13  | 114    |
| 10.     | Sunita Chaiyapantho | 13  | 10  | 21  | 15  | 112    |
|         |                     |     |     |     |     |        |
| 27.     | Marlena Kądziołka   | 20  | 14  | —   | —   | 49     |
| 31.     | Oliwia Dawidowska   | 8   | —   | —   | —   | 42     |
| 35.     | Nikola Smorońska    | DNF | 12  | —   | —   | 32     |

| Miejsce | Zawodnik             | ALT | BLU | INN | WIN | Punkty |
| ------- | -------------------- | --- | --- | --- | --- | ------ |
| 1.      | Tizian Grancagnolo   | 1   | —   | 1   | 1   | 300    |
| 2.      | Moritz Achmüller     | 3   | 3   | 8   | 4   | 242    |
| 3.      | Nicolas Sandbichler  | —   | 1   | 2   | 8   | 227    |
| 4.      | Jayden Laukner       | 2   | —   | 7   | 6   | 181    |
| 5.      | Mateusz Labenz       | —   | 3   | 5   | 7   | 171    |
| 6.      | Andreas Mair         | 12  | 6   | 6   | 10  | 168    |
| 7.      | Oliver Korbela       | 5   | 5   | 9   | —   | 149    |
| 8.      | Matheo Burtscher     | 10  | 7   | 11  | 12  | 148    |
| 9.      | Jonas Weißbach       | 4   | —   | 12  | 5   | 147    |
| 10.     | Julien Kohlschmidt   | 26  | —   | 4   | 3   | 145    |
|         |                      |     |     |     |     |        |
| 12.     | Cyprian Dybalski     | 7   | 2   | —   | —   | 131    |
| 22.     | Maksymilian Gutowski | 19  | 11  | —   | —   | 56     |
| 23.     | Patryk Prechitko     | 22  | 12  | —   | —   | 51     |
| 27.     | Julian Kępiński      | 11  | —   | —   | —   | 34     |

| Miejsce | Zawodniczki                           | ALT | BLU | INN | WIN | Punkty |
| ------- | ------------------------------------- | --- | --- | --- | --- | ------ |
| 1.      | Luise Röder Maria Schneider           | 2   | —   | 1   | 2   | 270    |
| 2.      | Noemi Lietz Regina Goldbrunner        | 3   | —   | 2   | 1   | 255    |
| 3.      | Isabella Lucht Luise Rosenberger      | 4   | —   | 3   | 3   | 200    |
| 4.      | Erika Pernarowska Nadija Andriejewa   | 5   | 2   | —   | —   | 140    |
| 5.      | Marlena Kądziołka Nikola Smorońska    | 6   | 3   | —   | —   | 120    |
| 6.      | Zuzanna Jędrzejczyk Oliwia Dawidowska | 1   | —   | —   | —   | 100    |
| 6.      | Leonie Neyer Annalena Kottke          | —   | 1   | —   | —   | 100    |

| Miejsce | Zawodnicy                             | ALT | BLU | INN | WIN | Punkty |
| ------- | ------------------------------------- | --- | --- | --- | --- | ------ |
| 1.      | Anton Krügerke Jonathan Wiese         | 1   | —   | 1   | 1   | 300    |
| 2.      | Ołeksandr Ołeszczenko Andrij Moch     | 6   | 2   | 3   | 5   | 260    |
| 3.      | Kilian Pangerl Samuel Greene          | 3   | —   | 2   | 3   | 225    |
| 4.      | Matheo Burtscher Jonas Kallan         | —   | 1   | —   | 4   | 160    |
| 5.      | Linus Knolle Wilhelm Haupt            | 4   | —   | —   | 2   | 145    |
| 6.      | Patryk Prechitko Maksymilian Gutowski | 5   | 3   | —   | —   | 125    |
| 7.      | Bruno Mick Viktor Varga               | 2   | —   | —   | —   | 85     |